# Café Adami

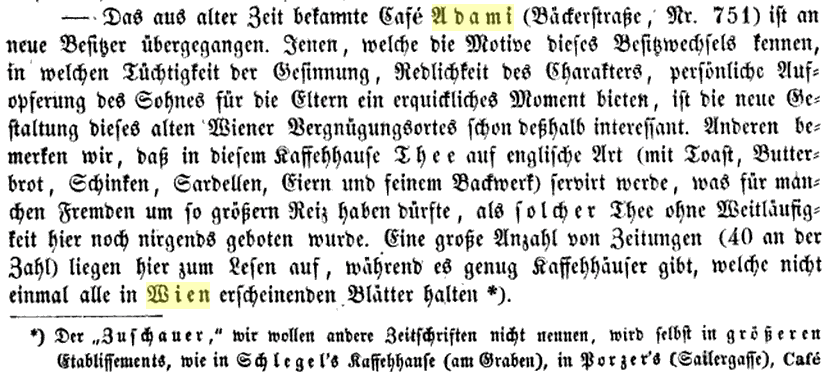
Bericht im „Wiener Zuschauer“, einer „Zeitschrift für Gebildete“, 1847

Das Café Adami war ein bekanntes Wiener Kaffeehaus in der Rotenturmstraße 25 im 1. Wiener Gemeindebezirk.

## Geschichte
Das Haus an der Ecke zum „Rabensteig 4“ lässt sich bis zu seiner ersten urkundlichen Erwähnung 1355 zurückverfolgen. Nachdem der Besitzer des Hauses Mitte des 17. Jahrhunderts seine Schulden nicht bezahlen konnte, wurde es gerichtlich der „Gottsleichnambruderschaft“ zugesprochen, die es jedoch nach kurzer Zeit wieder verkaufte. Zum Zwecke der Vergrößerung des Rabenplatzes und der Erweiterung des Rabensteines erwarb die Gemeinde Wien das Haus. Ca. 1815 wurde das Haus mit der Konskriptionsnummer 646 („Zur Gans“) vereint. Es lief 1774 und 1777 unter dem Namen „Kupferschmiedische Haus“ und blieb bis 1839 Eigentum der Gemeinde. 
Um 1700 befand sich die Gastwirtschaft „Zum schwarzen Elefanten“ im Gebäude, auch unter dem Namen „Zur kleinen Mehlgrube“ bekannt. Vor allem bei Tiroler Flößern und Schiffsleuten war sie beliebt. Im Vormärz richtete sich hier das „Café Adami“ ein.
Das Kaffeehaus lässt sich erstmals 1728 nachweisen. Es wurde seit 1827 von dem aus Trient stammenden Dominik Adami betrieben. Es entwickelte sich zu einem Treffpunkt für Intellektuelle, Schriftsteller und Künstler. Im Jahr 1830 wollte Adami seinen Cafébetrieb in den Regensburger Hof umsiedeln, musste jedoch mit Räumlichkeiten in der Bäckerstraße vorliebnehmen, mit einem zweiten Zugang von der Wollzeile her. Der Betrieb ging nach seinem Tode an Josef Heinrich Adami über, der ihn restaurierte und 1849 an Michael Karré veräußerte. Die Räume hatten eine niedrige, gewölbte Decke, die kaum Tageslicht hereinließ. Einzig ein rückseitig angebrachtes, großes Fenster zu einem Lichthof erhellte den Raum. Gegenüber diesem Fenster stand der Thron der Kaiserin. Adami, der Schriftsteller war, saß meist an einem besonderen Gästen vorbehaltenen Tisch, ging seiner Arbeit nach und versammelte die literarische Gesellschaft um sich. Als Kritiker der „Bäuerlichen Theaterzeitung“ war er sehr einflussreich. Er wurde von Dichtern und Komponisten aufgesucht, unter denen sich Otto Nicolai, Josef Dessauer, der griechische Bankier Tirka und Kunstmäzen Nikolaus Dumba befanden. Das Café besaß neben den typischen „Wiener Kaffeehausbillards“ eine eigene Billarduniversität, in der sogenannte „Professeurs“ gegen Bezahlung Unterricht gaben. Nach einem weiteren Besitzerwechsel 1866 wurde der Kammerhandel gelöscht und der Kaffeehausbetrieb eingestellt.

## Dominik Adami
Dominik Adami wurde am 8. Oktober 1777 in Trient geboren; er war verheiratet mit Anna (* 1. Mai 1781, † 28. Juli 1847). Adami besaß seit 1827 eine Kaffeesiederkammerhandelsberechtigung und führte das Kaffeehaus, das von Billardspielern, Künstlern und Schriftstellern gerne aufgesucht wurde.
Er verstarb am 5. Oktober 1847 Wien in seinem Haus „Am Heumarkt 7“. Seine Grabstelle befindet sich, ebenso wie die seiner Gattin, auf dem St. Marxer Friedhof.